# Gaëtan Mootoo
Gaëtan Mootoo, né le 29 septembre 1952 à Curepipe (Maurice) et mort le 26 mai 2018 dans le 19e arrondissement de Paris, est un militant mauricien des droits de l'homme, chercheur responsable de l'Afrique de l'Ouest au sein de l'organisation Amnesty International.

## Biographie
Issu d'une famille pauvre de Curepipe, il devient instituteur et s'engage dans des organisations sociales dans son pays : Institut pour le développement et le progrès, mouvement Fiat, Mouvement chrétien pour le socialisme... En 1978, intéressé par l'université expérimentale de Vincennes, il gagne la France et étudie en sciences de l'éducation, soutenant un mémoire de maîtrise sur l'histoire de l'éducation à Maurice. 

### Amnesty International
Après avoir épousé Martyne Perrot (1985), anthropologue au CNRS, il est engagé par Amnesty International en 1986 et devient chercheur pour cette organisation, chargé de l'Afrique de l'Ouest. Jusqu'à sa mort, il enquête sur les exactions, les injustices, les crimes d'État et les atteintes aux droits de l'homme (tortures, esclavage, mariages forcés, etc.) dans cette partie du monde, notamment au Tchad, au Sénégal, en Guinée, au Mali, en Mauritanie, et se fait le porte-parole des opprimés.

### Suicide
Il se donne la mort dans la nuit du 25 mai 2018 en mettant en cause la dégradation des conditions de travail au sein d'Amnesty International. Une enquête interne, lancée en juin à la suite d'une pétition de collègues de Mootoo et publiée à l'automne 2018, confirme que la réorganisation globale d'Amnesty International a entraîné un bouleversement des pratiques et à la marginalisation des chercheurs de terrain comme Gaëtan Mootoo. Incinéré au Père-Lachaise, ses cendres sont inhumées dans une chapelle cinéraire commune dans la 44e division du cimetière.